# Segura de León
Segura de León è un comune spagnolo di 2 271 abitanti situato nella comunità autonoma dell'Estremadura.